# Sovremenny (destroyer)
Le Sovremenny est un destroyer, navire de tête de sa classe en service dans la marine soviétique puis russe jusqu'en 1998.

## Historique
Le Sovremenny est construit le 3 mars 1976, lancé le 18 novembre 1978 par le chantier naval Zhdanov de Léningrad et mis en service le 25 décembre 1980.
À partir du 15 janvier 1985, le navire est actif en mer Méditerranée en accompagnant le porte-avions Kiev, les croiseurs Vice-amiral Drozd (en) et Maréchal Timochenko (en) et le destroyer Otchaïanny.
Lors d'une visite de courtoisie au port de Split, en Yougoslavie, son hélice bâbord est endommagé.
Le 4 juin 1985, à son retour à Severomorsk, le navire a parcouru 19 985 milles marins.
Lors d'exercices de tir d'artillerie des navires de la 56e brigade de destroyers du 7e escadron, qui a lieu le 9 octobre 1986, le navire remporte le prix du Comité principal de la Marine pour la formation d'artillerie.
Le 15 décembre 1988, le Sovremenny est placé en réserve de 2e catégorie.
Le 25 mai 1989, il est livré en vue d'une modernisation au chantier naval n°35 (Rosta), cependant, en raison d'un financement insuffisant, ces réparations s’avéreront extrêmement lents.
En conséquence, après 1991, il est décidé de l'exclure des listes de la marine. Son retrait est effectif le 15 novembre 1998.
Il est démoli à Mourmansk en 2003.